# Tacla-Mariam
Tacla-Mariam (em amárico:  ተክለ ማርያም , transc.: tekile mariyami , "da seara de Maria") foi Imperador da Etiópia (nəgusä nägäst, de 1430 – 1433) e membro da dinastia salomónica. Foi o terceiro filho de Davi I. Seu nome de trono era Hezba Nañ 

## Reinado
O sufixo Nan foi usada como o nome real durante o tempo do sucessor do rei Davi I (1380-1412). Tacla-Mariam que reinou por quatro anos, recebeu o nome do trono Hezb Nan, seu primeiro filho e sucessor foi Sarué-Jesus cujo nome de trono era Meherka Nan. Ámeda-Jesus, o segundo filho de Herb Nan, recebeu o nome de trono de Badel Nan. 
Segundo o missionário jesuíta Manuel de Almeida observou, os descendentes de Tacla-Mariam foram levados de Amba Geshen pelo imperador Sarué-Jesus e "exilados em terras quentes onde existiam muitas doenças"; quando o imperador Baida-Mariam I, no início de seu reinado, tentou reparar essa injustiça ao chamá-los do exílio, estes descendentes mataram seus mensageiros. Embora Baida-Mariam tomasse prontamente medidas punitivas (que incluíam decapitar 80 de seus membros), nos dias de Almeida eles "ainda eram rigorosamente vigiados". 